# Richard Markgraf
Richard Markgraf (13. března 1869 Přísečnice – 1916) byl rakouský sběratel fosilií a amatérský paleontolog, proslavený zejména objevy dinosauřích fosilií na území Egypta. Je objevitelem prvních zkamenělin dinosauřích druhů Spinosaurus aegyptiacus, Carcharodontosaurus saharicus, Bahariasaurus ingens a Aegyptosaurus baharijensis. Kromě toho objevil také množství fosilií kenozoických primátů a kytovců.

## Biografie
Markgraf je rodák z českého hornického města Přísečnice (tehdy německy Pressnitz) v Krušných horách (dnes okres Chomutov). Toto město v 70. letech 20. století zaniklo, na jeho místě je dnes Vodní nádrž Přísečnice. Markgraf se narodil do německé rodiny hudebníků a odešel s kapelou do ciziny. Nakonec zakotvil v Egyptě, kde se po letech naučil vyhledávat a sbírat cenné zkameněliny a stal se asistentem paleontologů, jako byl Eberhard Fraas, Henry Fairfield Osborn a zejména pak Ernst Stromer von Reichenbach. Právě pro něho objevil Markgraf roku 1912 fosilie slavných dinosauřích exemplářů, které baron Stromer později popisoval. První z nich byl Spinosaurus aegyptiacus, formálně popsaný roku 1915, další druhy následovaly až v průběhu 30. let 20. století. Markgraf získal různá ocenění, byl uznávaným sběratelem, ale s vypuknutím první světové války byla jeho „živnost“ na nepřátelské britské půdě natolik omezena, že prakticky přišel o živobytí. Zemřel v roce 1916, chudý a nemocný, ve věku pouhých 46 let.

## Pocty
V roce 2020 byla emitována dopisnice, oslavující 105. výročí vědeckého popisu obřího teropoda spinosaura, jehož fosilie poprvé objevil v Egyptě Richard Markgraf.
V lednu roku 2025 byl na počest Markgrafa pojmenován obří egyptský karcharodontosaurid Tameryraptor markgrafi (jehož dnes už zničené fosilie sám Markgraf objevil).